# Nou (Sibiu)
Nou (deutsch Neudorf (bei Hermannstadt), ungarisch Szászújfalu oder Újfalu) ist ein Dorf nahe Hermannstadt im Kreis Sibiu in Siebenbürgen (Rumänien). Verwaltungsmäßig gehört Neudorf zur Gemeinde Roșia (Rothberg).

## Geschichte
Neudorf wurde von sächsischen Siedlern gegründet. Erstmals wurde der Ort im Jahr 1332 urkundlich erwähnt. Seit 1880 hat das Dorf eine rumänische Mehrheit. Im Zuge der Revolution von 1989 und dem daraufhin einsetzenden Wandel verließen so gut wie alle Siebenbürger Sachsen den Ort in Richtung Deutschland.

## Bevölkerung
Die Bevölkerung des Dorfes entwickelte sich wie folgt:
| 1850 | 912   | 194   | 3  | 419   | 296 |
| 1930 | 1.189 | 571   | -  | 423   | 195 |
| 1941 | 2.085 | 795   | 1  | 1.288 | 1   |
| 1977 | 1.558 | 1.309 | 10 | 219   | 20  |
| 1992 | 1.443 | 1.423 | -  | 16    | 4   |
| 2002 | 1.500 | 1.492 | 1  | 7     | -   |

## Sehenswürdigkeiten
- Die Evangelische Wehrkirche ist eine romanische dreischiffige Basilika, Mitte des 13. Jahrhunderts errichtet und 1525 umgebaut – das Mittelschiff mit einem Sterngewölbe versehen. Der barocke Altar von 1782 zeigt eine Kreuzigungsszene, das sehenswerte Treppengelände zur Kanzel stammt aus dem 18. Jahrhundert.[2] Seit 1993 befindet sich die Orgel selber in der römisch-katholische Kirche im Dorf Somușca der Gemeinde Cleja im Kreis Bacău und seit 2013 das Orgelgehäuse in der Hermannstädter Philharmonie.[4]
Die Kirche steht im Verzeichnis historischer Denkmäler des Ministeriums für Kultur und nationales Erbe (Ministerul Culturii și Patrimoniului Național) unter Denkmalschutz.[5]

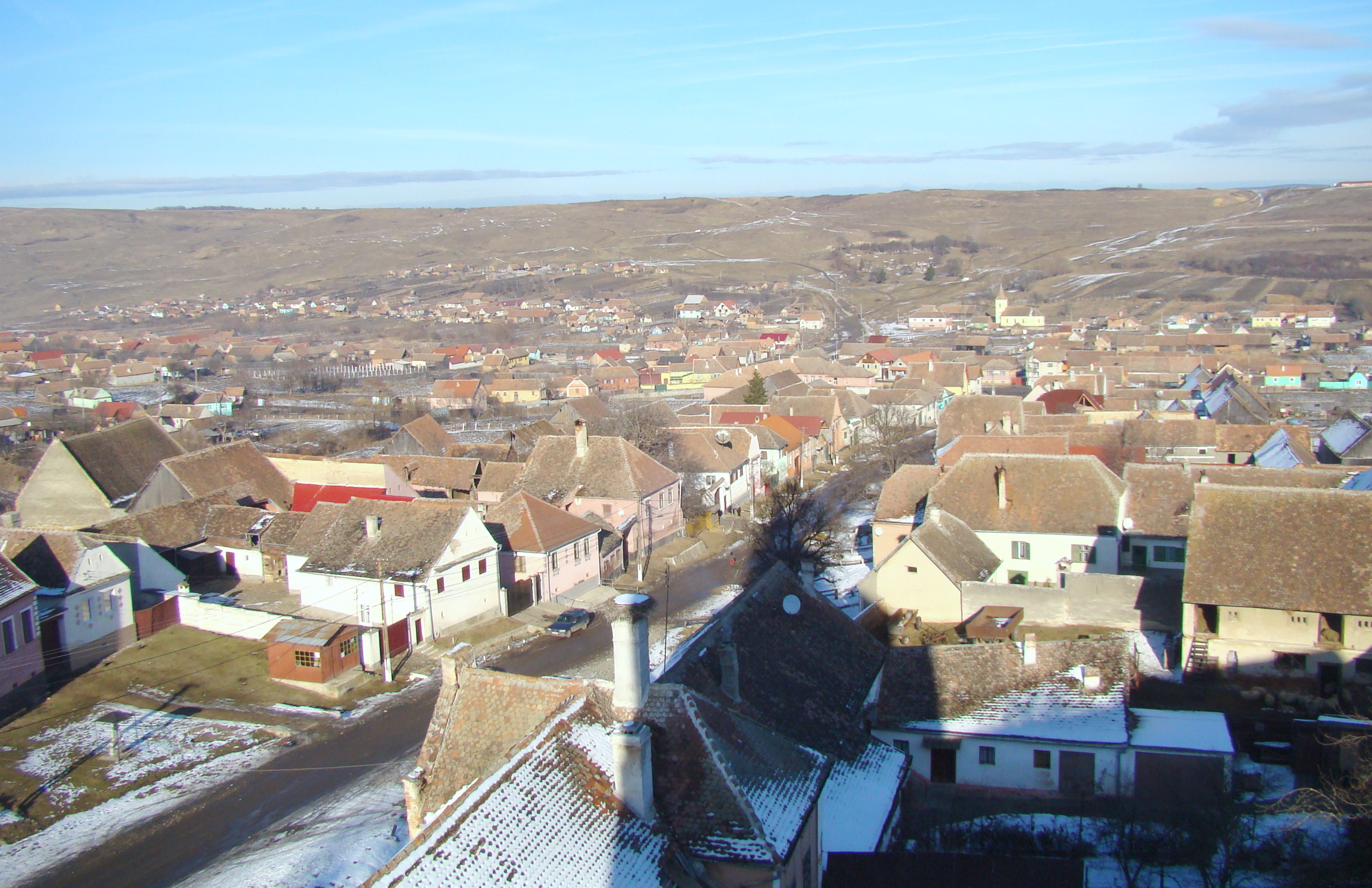
Blick auf Neudorf
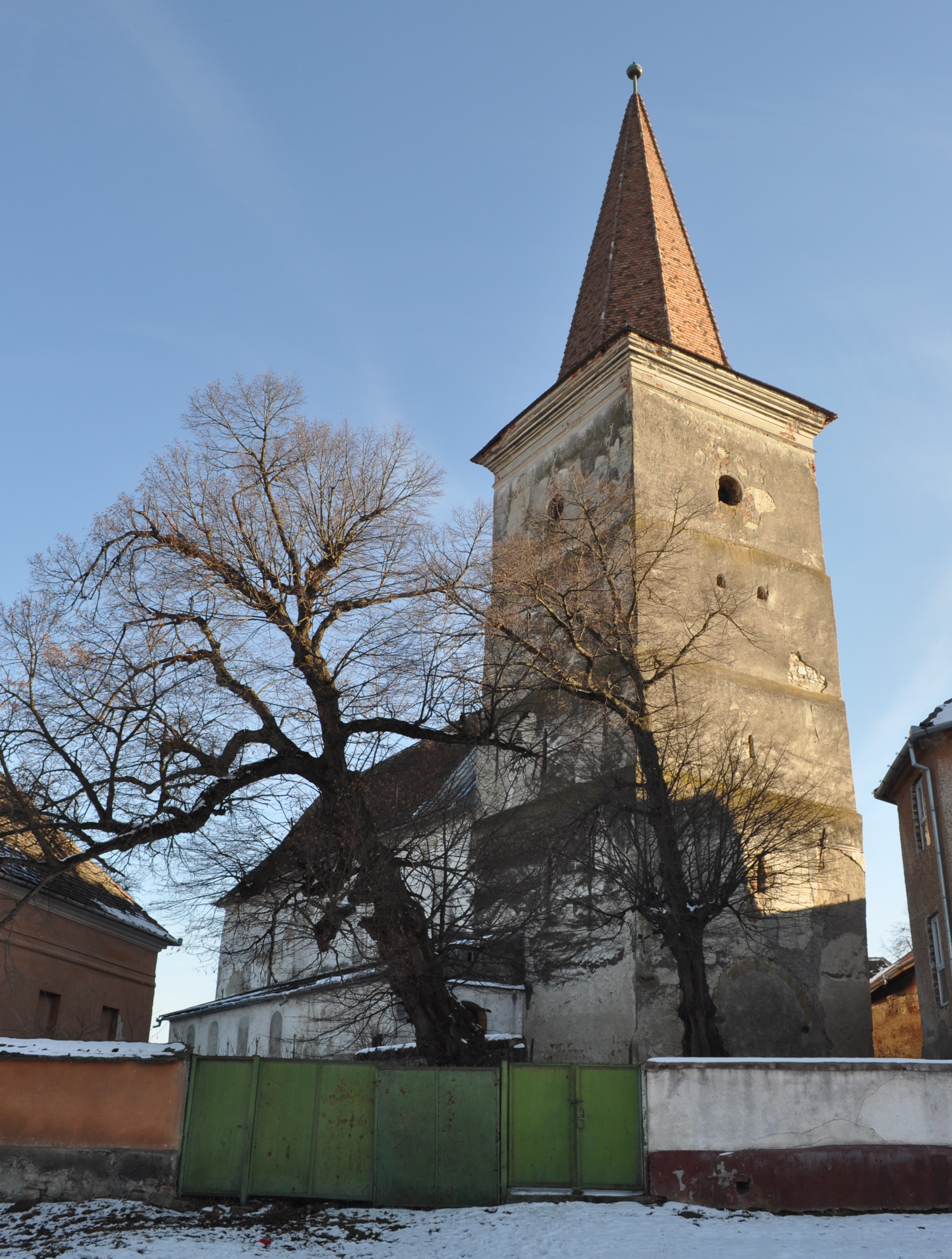
Evangelische Kirche
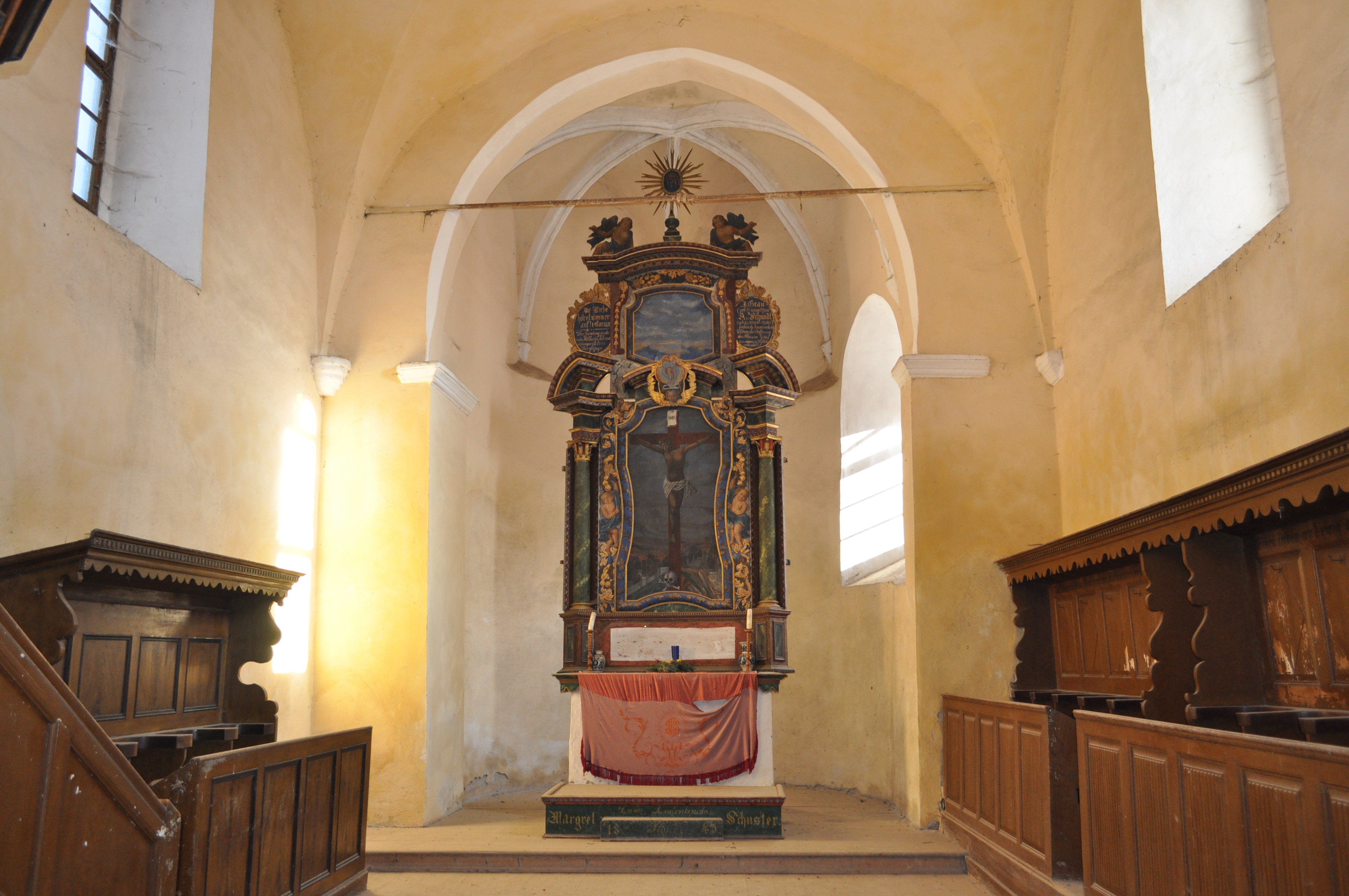
Blick in Richtung Altar
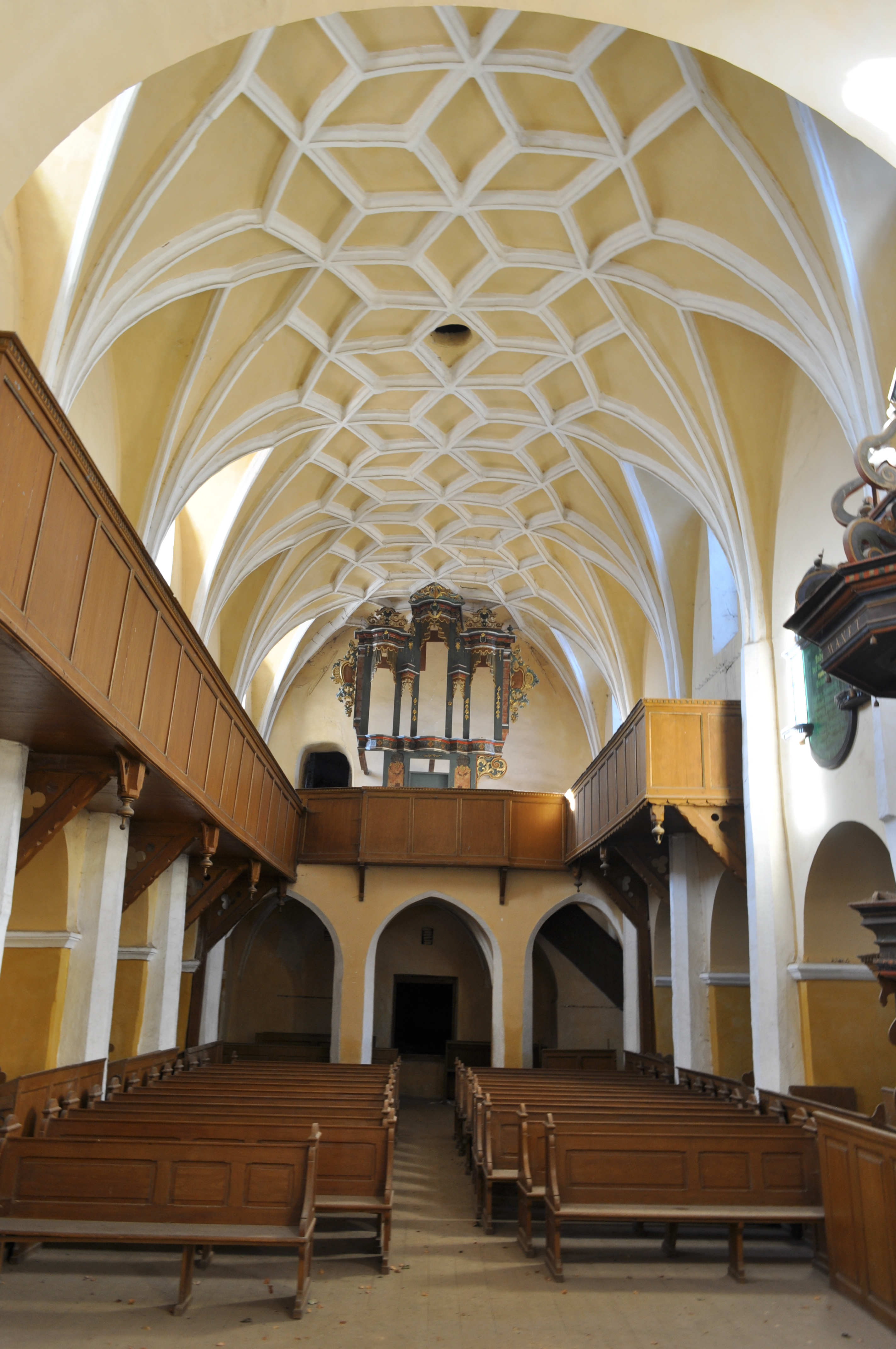
Mittelschiff der Kirche
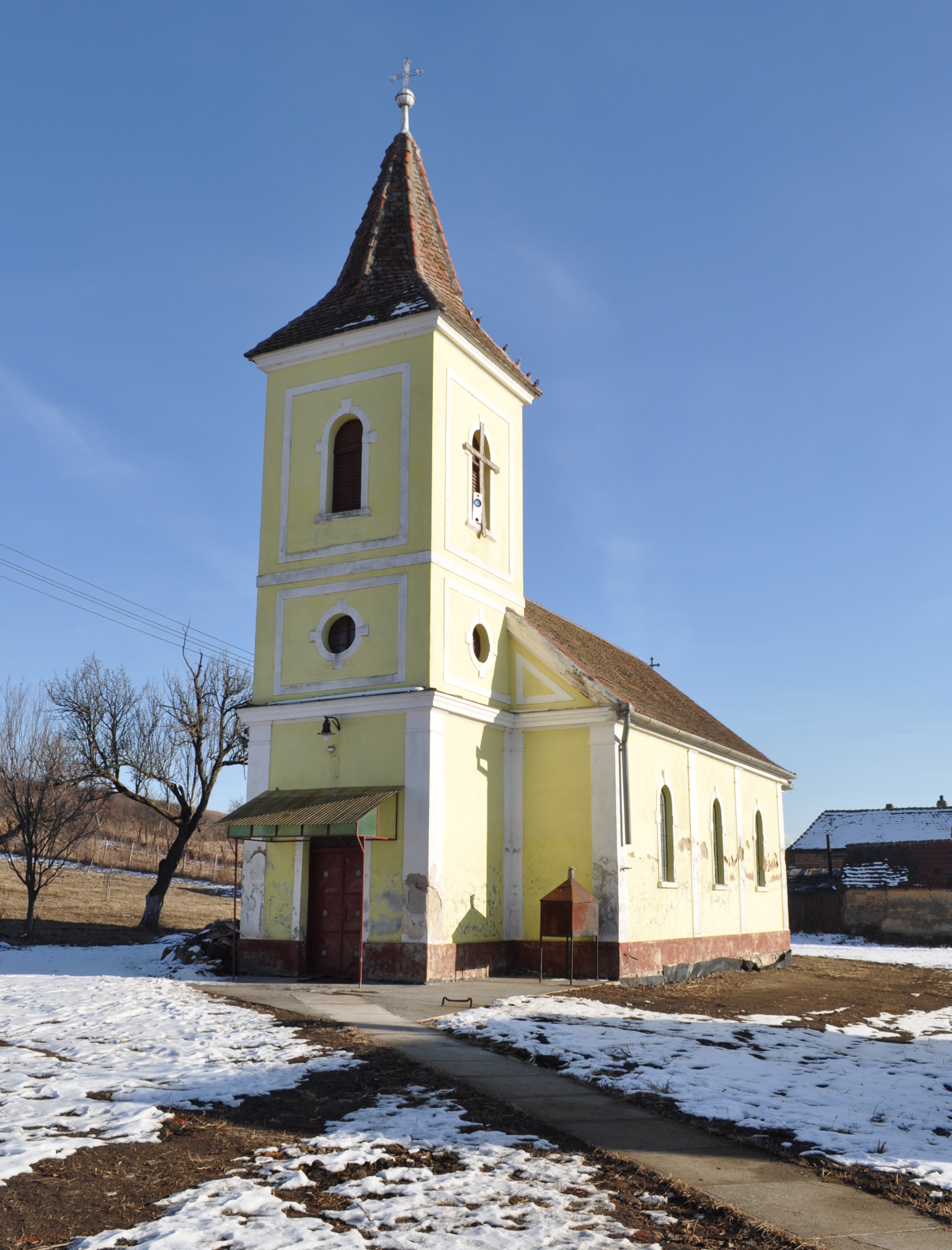
Orthodoxe Kirche